# Amtsgebäude der Autonomen Region Trentino-Südtirol

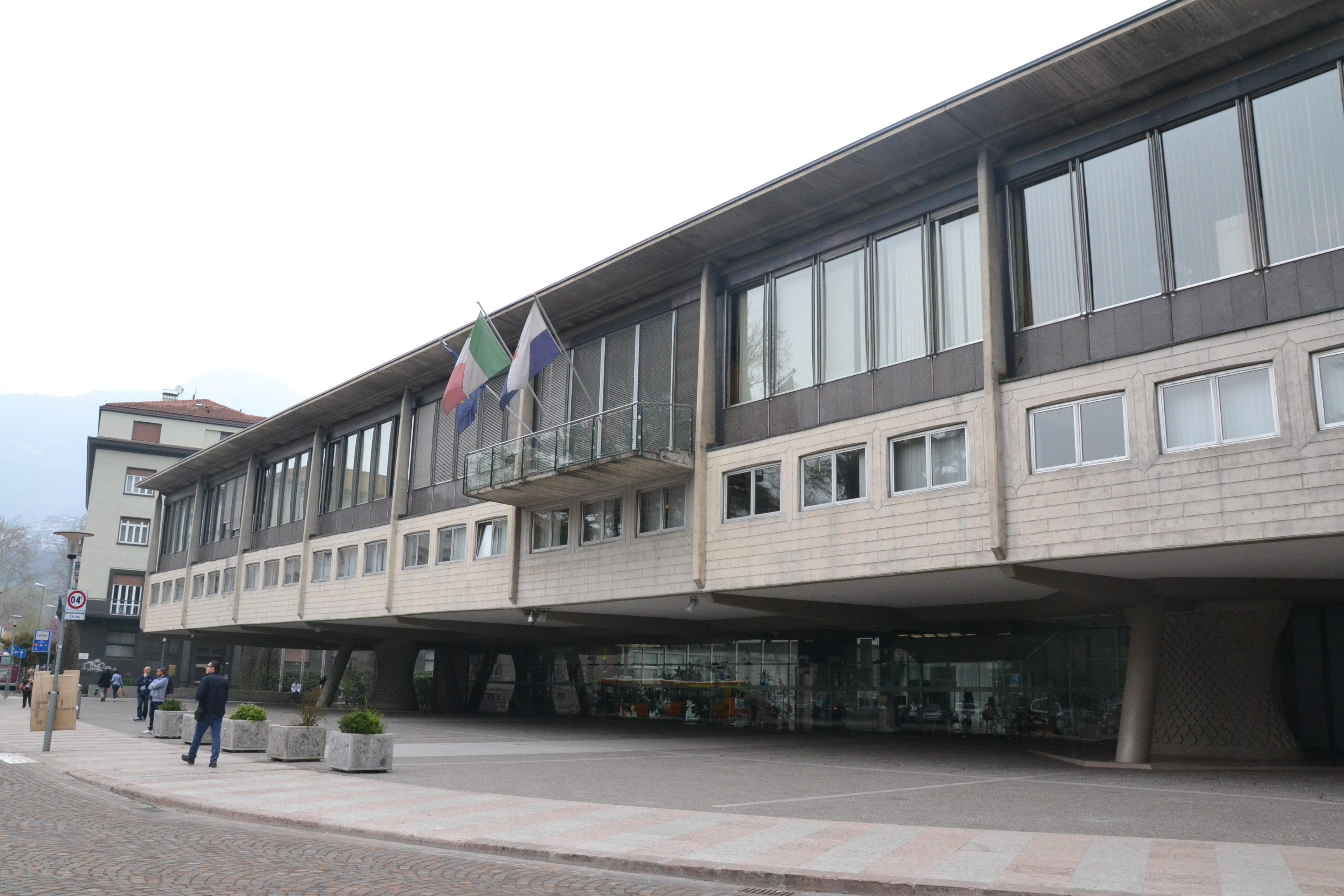
Amtsgebäude der Autonomen Region Trentino-Südtirol

Das Amtsgebäude der Autonomen Region Trentino-Südtirol (italienisch Palazzo della Regione Autonoma Trentino-Alto Adige) in Trient dient als Verwaltungs- und Repräsentationsgebäude der Region Trentino-Südtirol. Der aus drei Baukörpern bestehenden Komplex ist sowohl Sitz der Regionalregierung Trentino-Südtirol als auch – für die Dauer einer halben Legislaturperiode – Tagungsort des Regionalrats Trentino-Südtirol. Zudem tagt hier der Trentiner Landtag.

## Geschichte
Ursprünglich stand an der Stelle des heutigen Amtsgebäudes das „Caneppele“-Gebäude, das eine Zeit lang als Zweigstelle der Banca d’Italia diente und während des Zweiten Weltkriegs durch Bombenangriffe zerstört wurde. Nachdem die Institutionen der 1948 gegründeten Autonomen Region Trentino-Südtirol zunächst auf verschiedene Sitze verteilt worden waren, beschloss die Regionalregierung 1953 den Bau eines alle Ämter vereinenden Amtsgebäudes. Den folgenden Wettbewerb gewann 1954 Adalberto Libera. Die Verwirklichung des von ihm entworfenen Projekts erfolgte in den Jahren von 1958 bis 1965.